# Arima Yoriyuki
Arima Yoriyuki (有馬 頼徸, Arima Yoriyuki) (31 december 1714 – 16 december 1783) was een Japans wiskundige uit de Edoperiode. Hij benaderde de waarde van pi en bepaalde het kwadraat ervan ({\displaystyle \pi ^{2}}). In 1766 vond hij volgende rationale uitdrukking die pi benadert (correct tot op 29 decimalen):
{\displaystyle \pi \approx {\frac {428224593349304}{136308121570117}}=3,14159265358979323846264338327...}